# Bahia Mahmud Awah
Bahia Mahmud Awah (àrab: باهية محمود حمادي اواه, Bāhiya Maḥmūd Ḥamādī Awāh) (Auserd, Sàhara Occidental, 1960) és un poeta, escriptor, antropòleg i investigador sahrauí.

## Biografia
Nascut en una família nòmada del Tiris, prop d'Auserd, al Río de Oro, va rebre el nom de Bahia en honor del seu oncle, el poeta sahrauí Bahia Uld Awah.
Va realitzar els seus estudis de Telecomunicacions, Traductologia i Antropologia Social entre el Sàhara Occidental, llavors colònia espanyola, i Algèria, per concloure'ls entre l'Havana i Madrid. Va treballar en el departament d'emissions en espanyol de la Ràdio Nacional de la República Àrab Sahrauí. Des de 1999 viu a l'Estat espanyol. Va participar en la formació del grup d'escriptors sahrauís Generación de la Amistad el juliol de 2005.
Ha publicat diversos llibres de recerca El porvenir del español en el Sahara Occidental i Literatura del Sahara Occidental. Breve estudio. El 2007 va publicar el poemari Versos refugiados i el 2011 va veure la llum el seu llibre La maestra que me enseñó en una tabla de madera. El 2012 va publicar el llibre de memòries El sueño de volver. El 2015 va editar-se el seu llibre Cuentos saharauis de mi abuelo, escrit conjuntament amb l'escriptora Conchi Moya.
El 2016 es va publicar l'obra Tiris, rutas literarias, extens assaig de recerca sobre la literatura de la regió sud del Tiris, Sahara Occidental, els seus poetes i il·lustrats erudits.

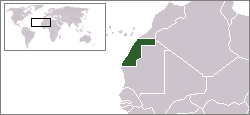
Sàhara Occidental

És professor honorari de la Universitat Autònoma de Madrid, on participa en un projecte de recerca sobre els poetes sahrauís en hassania i la memòria sahrauí en la poesia.
Els seus poemes i relats formen part de diverses antologies de literatura sahrauí en castellà: Aaiun, gritando lo que se siente, Um Draiga, Treinta y uno, Thirty one, Don Quijote, el azri de la badia saharaui, La fuente de Saguia, Retratos sahrauís, Los colores de la espera, La primavera sahraui, Poetas sahrauis. Generación de la Amistat, Las voces del viento. Poesía saharaui contemporánea i La Generación de la amistad: Poésie sahraouie contemporaine.
El 2001 va fundar a Madrid el projecte informatiu cultural Poemario por un Sahara Libre. És codirector, juntament amb Juan Ignacio Robles i Juan Carlos Gimeno, del documental Legna, habla el verso saharaui, guanyador el 2014 del Premi a la millor pel·lícula de l'XI Festival Internacional de Cinema del Sàhara (FiSahara). Ha portat les seves conferències sobre la cultura, literatura i identitat sahrauí a diverses universitats dels EUA i Europa.

## Obra en solitari
- Versos refugiados (Universidad de Alcalá de Henares, 2007)[8]
- Literatura del Sahara Occidental. Breve estudio (2008)
- El porvenir del español en el Sahara Occidental (2009)
- La maestra que me enseñó en una tabla de madera (Editorial Sepha, 2011)
- El sueño de volver (Editorial Cantarabia, 2012)
- Tiris, rutas literarias (Editorial Última Línea, 2016)[9]